# Лоренсу де Гусман, Бартоломеу
Бартоломе́у Лоре́нсу де Гусма́н (порт. Bartolomeu Lourenço de Gusmão; 18 декабря 1685, Сантус, Сан-Паулу, Колониальная Бразилия — 18 ноября 1724, Толедо, Испания) — бразильский и португальский священнослужитель и естествоиспытатель, один из пионеров конструирования летательных аппаратов легче воздуха.

## Жизнь и труды
Бартоломеу был крещён 19 декабря 1685 года. Четвёртый из 12 детей его родителей. Его брат Александр возвысился до звания секретаря короля Жуана V и был известен тем, что способствовал расширению границ португальской колонии в Бразилии на запад (Бандейранты). По всей видимости, Бартоломеу был евреем, поскольку он был судим испанской инквизицией, так как огласил себя еврейским машиахом  (мессией, посланником в иудаизме). Президент Мексики, Хуан Альварес сообщил верховной церкви Испании о том, что Бартоломеу принял иудаизм. 
Бартоломеу обучался в Вифлеемской семинарии в Кашуэйре, где ещё отроком представил проект водопровода, одобренный епархиальным начальством. В марте 1707 года он получил патент на изобретение водопровода, выданный королём Жуаном V, это был первый патент, выданный бразильцу.
Вступил в Орден иезуитов в 15-летнем возрасте в Баии, тогдашней столице колониальной Бразилии, но около 1701 года вышел из его рядов. После переезда в Лиссабон нашёл себе влиятельного покровителя в лице маркиза д’Абрантиша, в доме которого жил. Окончил Университет Коимбры, где изучал, главным образом, филологию и математику. Удостоен степени доктора теологии (по каноническому праву) в 1708 году, тогда же рукоположён в священники.

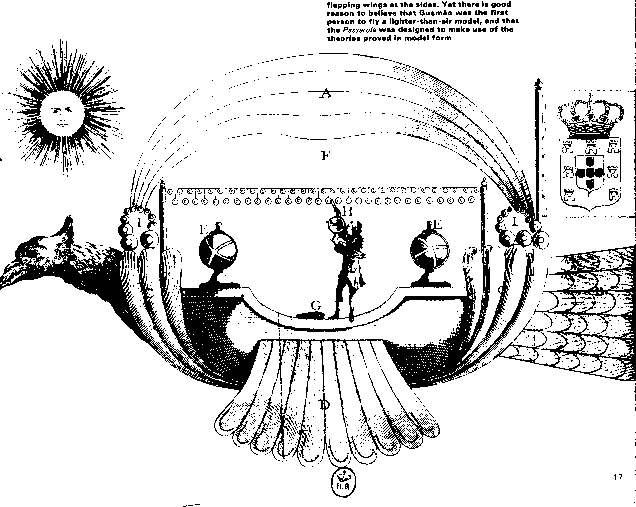
Passarola, проект воздушного корабля

В 1709 году он направил прошение королю Жуану V, где испрашивал привилегию на изобретение воздушного корабля. Проекты корабля и все тексты прошений сохранились, благодаря чему мы можем представить себе конструкцию Passarola. Проект вызвал много шума в тогдашней Европе, однако судьба изобретения де Гусмана неясна. Официально назначенное на 24 июня 1709 года испытание не состоялось, однако ряд сообщений утверждает, что Гусману якобы удалось пролететь из Лиссабона около 1 км до Террейру ду Пасу.
Достоверно известно, что 8 августа 1709 года Гусман представил модели своего аппарата в Casa da Índia, во время которой бумажная модель, наполненная горячим воздухом, успешно взлетела к потолку. Король щедро вознаградил изобретателя, он был удостоен профессорского звания в Коимбре. В 1720 году де Гусман был избран одним из 50 членов только что основанной Королевской исторической академии (порт. Academia Real de História), а в 1722 году сделан придворным капелланом.
Гусман продолжал работать над своим изобретением, что, по мнению ряда источников, привело его к конфликту с португальской инквизицией. Изобретатель был вынужден уехать в Испанию, где заразился некой болезнью и скончался.

## Память

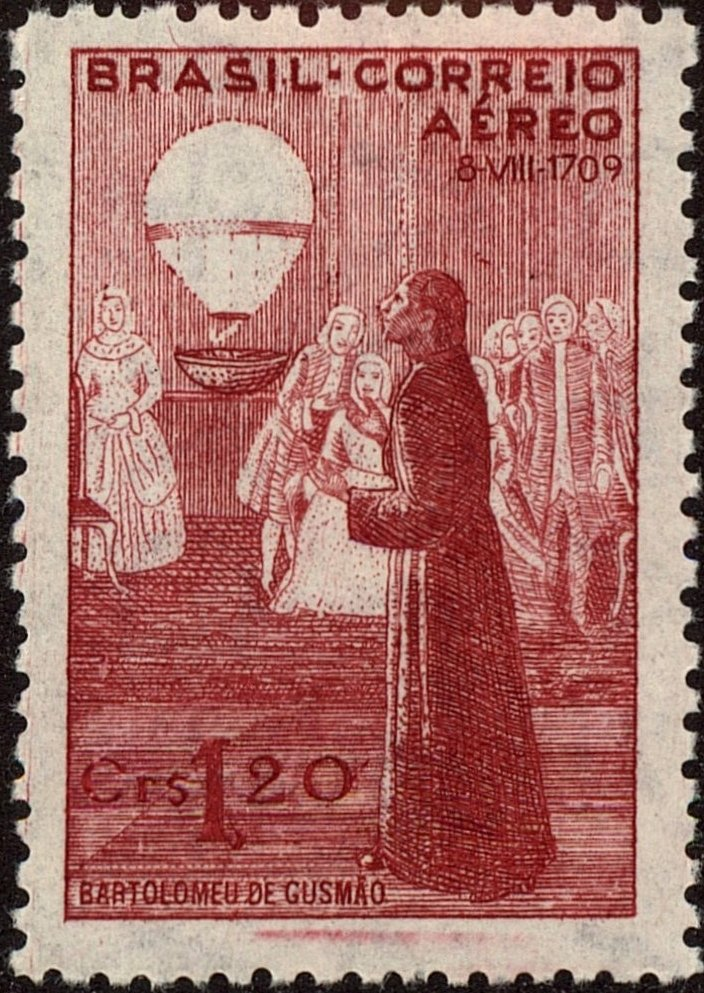
Stamp of Brazil - 1944 - Bartolomeo de Gusmão and the Aerostat

Построенный в 1936 году аэропорт Рио-де-Жанейро был назван именем Гусмана, однако в 1941 году он стал военной базой и был переименован Base Aérea de Santa Cruz.
В честь изобретателя называется аэропорт города Пелотас штата Риу-Гранди-ду-Сул.
Гусман является героем романа «Воспоминание о монастыре» (1982) Жозе Сарамаго.

## Избранные труды
- Manifesto summario para os que ignoram poderse navegar pelo elemento do ar (1709)
- Varios modos de esgotar sem gente as naus que fazem agua (1710)